# 멕시코시티 지하철

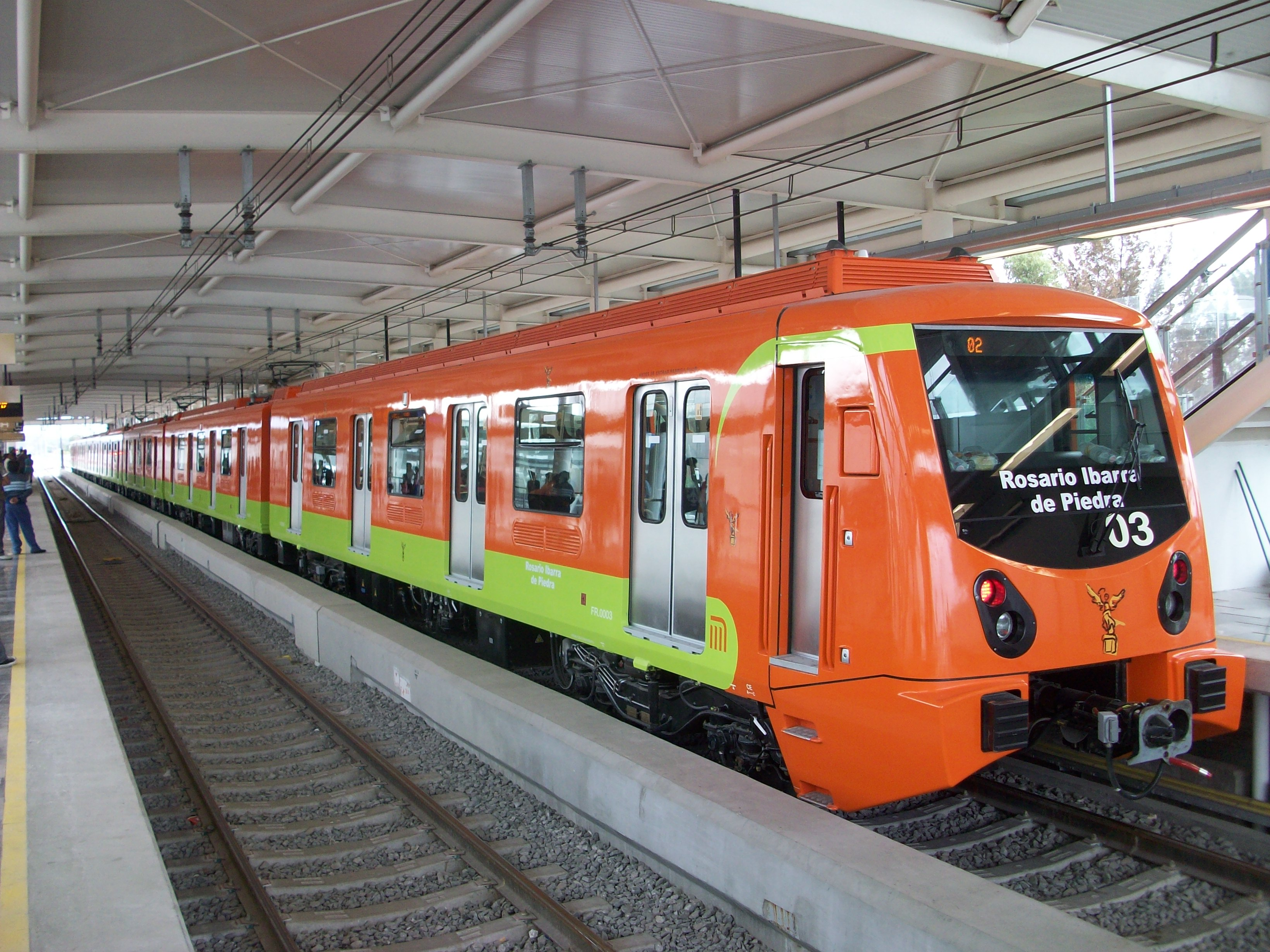
멕시코시티 지하철 12호선의 FE-10

멕시코시티 지하철은 멕시코의 수도 멕시코시티에서 운행하는 지하철이다. 운행 거리는 177km이며 역은 총 198개이다. 1969년에 최초 개통하였다.

## 같이 보기
- 멕시코시티 지하철 고가교 붕괴 사고